# Eleição municipal de Salvador em 1992
A eleição municipal de Salvador em 1992 ocorreu em primeiro turno no dia 3 de outubro de 1992 e em segundo turno em 15 de novembro de 1992 com objetivo de eleger 1 prefeito, 1 vice-prefeito e 35 vereadores. O prefeito era Fernando José, do PMDB, que terminaria seu mandato em 1 de janeiro de 1993. Lídice da Mata, do PSDB, foi eleita prefeita de Salvador no segundo turno, derrotando Manoel Castro, candidato do governador Antônio Carlos Magalhães.

## Candidatos
| Candidatos a Prefeito | Candidatos a Prefeito | Partido | Partido | Cargos Relevantes                                            | Candidatos a Vice-prefeito | Coligação                                                        |
| --------------------- | --------------------- | ------- | ------- | ------------------------------------------------------------ | -------------------------- | ---------------------------------------------------------------- |
| Lídice da Mata        |                       |         | PSDB    | Deputada Federal Pela Bahia                                  | Beth Wagner PPS            | Frente Salvador Amor e Luta (PSDB, PPS, PT, PSB, PDT, PCdoB, PV) |
| Manoel Castro         |                       |         | PFL     | Deputado Federal Pela Bahia Prefeito de Salvador (1983-1985) | Desconhecido               | Salvar Salvador (PFL, PTB, PL, PDS)                              |
| Pedro Irujo           |                       |         | PRN     | Deputado Federal Pela Bahia                                  | Desconhecido               | Mais Emprego, Menos Imposto (PRN, PMDB, PTdoB, PTR)              |
| Marcos Medrado        |                       |         | PDC     | Deputado Federal Pela Bahia                                  | Desconhecido               | Partido Isolado                                                  |
| Mario Kertesz         |                       |         | PST     | Prefeito de Salvador (1979-1981) (1986-1989)                 | Desconhecido               | De Volta Para o Futuro (PST, PRP, PTNB)                          |
| Maria del Carmen      |                       |         | PSC     | Deputada Estadual Pela Bahia                                 | Desconhecido               | Partido Isolado                                                  |
| Waldir Regis          |                       |         | PSD     | Desconhecido                                                 | Desconhecido               | Partido Isolado                                                  |

## Pesquisas Eleitorais

### 1° Turno
| Se a eleição para prefeito de Salvador fosse hoje, em qual desses candidatos você votaria? | Se a eleição para prefeito de Salvador fosse hoje, em qual desses candidatos você votaria? | Se a eleição para prefeito de Salvador fosse hoje, em qual desses candidatos você votaria? | Se a eleição para prefeito de Salvador fosse hoje, em qual desses candidatos você votaria? | Se a eleição para prefeito de Salvador fosse hoje, em qual desses candidatos você votaria? | Se a eleição para prefeito de Salvador fosse hoje, em qual desses candidatos você votaria? | Se a eleição para prefeito de Salvador fosse hoje, em qual desses candidatos você votaria? |
| Fonte:Datafolha                                                                            | 21/07/1992                                                                                 | 07/08/1992                                                                                 | 31/08/1992                                                                                 | 14/09/1992                                                                                 | 25/09/1992                                                                                 | 02/10/1992                                                                                 |
| ------------------------------------------------------------------------------------------ | ------------------------------------------------------------------------------------------ | ------------------------------------------------------------------------------------------ | ------------------------------------------------------------------------------------------ | ------------------------------------------------------------------------------------------ | ------------------------------------------------------------------------------------------ | ------------------------------------------------------------------------------------------ |
| Lídice da Mata (PSDB)                                                                      | 12%                                                                                        | 12%                                                                                        | 20%                                                                                        | 22%                                                                                        | 30%                                                                                        | 32%                                                                                        |
| Manoel Castro (PFL)                                                                        | 21%                                                                                        | 20%                                                                                        | 16%                                                                                        | 19%                                                                                        | 24%                                                                                        | 21%                                                                                        |
| Pedro Irujo (PRN)                                                                          | 6%                                                                                         | 7%                                                                                         | 10%                                                                                        | 11%                                                                                        | 11%                                                                                        | 15%                                                                                        |
| Marcos Medrado (PDC)                                                                       | 15%                                                                                        | 12%                                                                                        | 10%                                                                                        | 9%                                                                                         | 7%                                                                                         | 8%                                                                                         |
| Mario Kertesz (PST)                                                                        | 9%                                                                                         | 9%                                                                                         | 8%                                                                                         | 4%                                                                                         | 3%                                                                                         | 2%                                                                                         |
| Maria del Carmen (PSC)                                                                     | 1%                                                                                         | 2%                                                                                         | 1%                                                                                         | 3%                                                                                         | 3%                                                                                         | 2%                                                                                         |
| Waldir Regis (PSD)                                                                         | 0%                                                                                         | 1%                                                                                         | 0%                                                                                         | 1%                                                                                         | 0%                                                                                         | 0%                                                                                         |
| Votos Brancos/Nulos                                                                        | 20%                                                                                        | 28%                                                                                        | 24%                                                                                        | 20%                                                                                        | 12%                                                                                        | 10%                                                                                        |
| Não Sabe                                                                                   | 15%                                                                                        | 9%                                                                                         | 9%                                                                                         | 11%                                                                                        | 10%                                                                                        | 11%                                                                                        |

### 2° Turno
| Se a eleição para prefeito de Salvador fosse hoje, em qual desses candidatos você votaria? | Se a eleição para prefeito de Salvador fosse hoje, em qual desses candidatos você votaria? | Se a eleição para prefeito de Salvador fosse hoje, em qual desses candidatos você votaria? | Se a eleição para prefeito de Salvador fosse hoje, em qual desses candidatos você votaria? | Se a eleição para prefeito de Salvador fosse hoje, em qual desses candidatos você votaria? | Se a eleição para prefeito de Salvador fosse hoje, em qual desses candidatos você votaria? |
| Fonte:Datafolha                                                                            | 19/10/1992                                                                                 | 27/10/1992                                                                                 | 03/11/1992                                                                                 | 09/11/1992                                                                                 | 13/11/1992                                                                                 |
| ------------------------------------------------------------------------------------------ | ------------------------------------------------------------------------------------------ | ------------------------------------------------------------------------------------------ | ------------------------------------------------------------------------------------------ | ------------------------------------------------------------------------------------------ | ------------------------------------------------------------------------------------------ |
| Lídice da Mata (PSDB)                                                                      | 56%                                                                                        | 59%                                                                                        | 56%                                                                                        | 52%                                                                                        | 50%                                                                                        |
| Manoel Castro (PFL)                                                                        | 27%                                                                                        | 28%                                                                                        | 31%                                                                                        | 30%                                                                                        | 36%                                                                                        |
| Votos Brancos                                                                              | 9%                                                                                         | 8%                                                                                         | 7%                                                                                         | 8%                                                                                         | 10%                                                                                        |
| Votos Nulos                                                                                | 7%                                                                                         | 6%                                                                                         | 6%                                                                                         | 10%                                                                                        | 4%                                                                                         |

## Resultado da eleição para prefeito

### Primeiro turno[4][5]
| Candidatos a prefeito | Votos   | %      |
| --------------------- | ------- | ------ |
| Lídice da Mata PSDB   | 271.195 | 44,24% |
| Manoel Castro PFL     | 150.376 | 24,53% |
| Pedro Irujo PRN       | 105.417 | 17,20% |
| Marcos Medrado PDC    | 55.054  | 8,98%  |
| Maria del Carmen PSC  | 16.804  | 2,74%  |
| Mário Kertész PST     | 9.923   | 1,62%  |
| Waldir Régis PSD      | 4.241   | 0,69%  |
| Votos Nominais        | 613.010 | 71,73% |
| Votos BrancosNulos    | 109.139 | 12,78% |
| Votos Válidos         | 722.149 | 84,51% |
| Votos Nulos           | 130.407 | 15,19% |
| Total Apurado         | 845.556 | 100%   |

### Segundo turno
| Candidatos a prefeito | Votação | Percentual |
| --------------------- | ------- | ---------- |
| Lídice da Mata PSDB   | 370.720 | 56,94%     |
| Manoel Castro PFL     | 280.295 | 43,06%     |

## Resultado da eleição para Câmara de Vereadores
| N°  | Candidato (a)                               | Partido | Votos |
| --- | ------------------------------------------- | ------- | ----- |
| 1°  | Yolanda Avena Pires de Souza                | PDT     | 8.137 |
| 2°  | José Eduardo Vieira Ribeiro (Zezéu Ribeiro) | PT      | 4.653 |
| 3°  | Álvaro Martins Santos                       | PRN     | 4.339 |
| 4°  | Francisco Javier                            | PCdoB   | 4.251 |
| 5°  | Osório Cardoso Vilas Boas                   | PTB     | 3.941 |
| 6°  | Paulo Roberto de Souza Carneiro             | PDC     | 3.863 |
| 7°  | Germano Tabacoff                            | PSDB    | 3.534 |
| 8°  | Geraldo Alves Ferreira                      | PSB     | 3.434 |
| 9°  | Justiniano Zilton Rocha                     | PT      | 3.420 |
| 10° | Arnando Lessa Silveira                      | PSDB    | 3.325 |
| 11° | Gilberto José dos Santos Filho              | PTB     | 3.268 |
| 12° | Domingos Antônio Martins Bonifácio          | PDC     | 3.255 |
| 13° | João Henrique Carneiro                      | PSDB    | 3.216 |
| 14° | Pedro Luiz Godinho                          | PFL     | 3.212 |
| 15° | Antônio Cerqueira Lima                      | PTB     | 3.206 |
| 16° | Walter Pinheiro                             | PT      | 3.070 |
| 17° | Dionísio Juvenal dos Santos                 | PMDB    | 3.006 |
| 18° | Milton Silvério Leone                       | PFL     | 2.668 |
| 19° | Alfredo Macedo Mangueira                    | PDC     | 2.587 |
| 20° | Carlos Alberto Gaban                        | PL      | 2.335 |
| 21° | Pedro Souza dos Santos                      | PSC     | 2.318 |
| 22° | João Ribeiro de Souza Dantas                | PSC     | 2.287 |
| 23° | Silvoney Sales de Almeida                   | PSC     | 2.208 |
| 24° | Carlos Alberto Batista                      | PDT     | 2.165 |
| 25° | Edvaldo Menezes Teixeira                    | PDC     | 2.041 |
| 26° | Odiosvaldo Bonfim                           | PDT     | 2.004 |
| 27° | Pedro dos Santos Melo                       | PDC     | 1.974 |
| 28° | Atanázio Júlio dos Santos                   | PDT     | 1.943 |
| 29° | João Carlos Bacelar Batista                 | PMDB    | 1.904 |
| 30° | Edvaldo Lins                                | PFL     | 1.881 |
| 31° | Geraldo Mota da Rocha                       | PRN     | 1.794 |
| 32° | Lourival Evangelista                        | PFL     | 1.761 |
| 33° | Eliel Lima Santana                          | PTR     | 1.709 |
| 34° | Edinil do Espírito Santo                    | PL      | 1.311 |
| 35° | Alcindo da Anunciação                       | PL      | 1.292 |